# Henry Warren Hartsfield
Henry Warren Hartsfield dr. (Birmingham, Alabama, 1933. november 21. – Houston, Texas, 2014. július 17.) amerikai űrhajós, a légierő ezredese.

## Életpálya
1954-ben az Auburn Egyetemen fizikából kapott oklevelet. 1955-ben belépett a légierőbe, kiképzését követően Németországban szolgált. 1966-ban tesztpilóta kiképzés mellett, a légi balesetek kivizsgálásának módszertanából is vizsgázott. Levegőben töltött óráinak (repülőgép/űrsikló) száma 7300, ebből 6150 repülőgéppel. Szolgálati idején repülőgépei: F–86, F–100, F–104, F–105, F–106, T–33 és T–38. 1971-ben az University of Tennessee intézetben mérnöki tudományból doktorált.
Az amerikai légierő (USAF) keretében történő űrállomás, Manned Orbital Laboratory (MOL) program részese. A program törlése után a NASA átvette szolgálatába. 1966. június 30-tól részesült űrhajóskiképzésben a Lyndon B. Johnson Űrközpontban. Több űrprogram kiképzett űrhajósaként a földi támogató (tanácsadó, problémamegoldó) legénység tagja.
Három űrszolgálata alatt összesen 20 napot, 2 órát és 50 percet (483 órát) töltött a világűrben. A NASDA keretében tagja volt az orbitális repülések felkészítő csoportjának, felelős vezetője az űrrepülőgép  fejlesztéseknek. 1986-1987 között az űrrepülőgép-üzemeltetési osztály helyettes vezetője. Űrhajós pályafutását 1988 márciusában fejezte be. Az Aerospace Engineering Services alelnöke. 1989-ben az egyetemi oktatást segítő iroda vezetője. Feladata volt az űrállomás és az űrsiklók programjának integrálása, egyedi programjavaslatok biztosítása. 1990-ben az Űrállomás Projektek Irodájának vezetője (Marshall Space Flight Center) Alabamában. Az űrállomás és az űrrepülőgép programjainak, a lehetőségek hasznosításának vezetője.

## Űrrepülések
- STS–4, a Columbia űrrepülőgép negyedik tesztrepülésének pilótája. A hét napos út a Space Shuttle program utolsó tesztküldetése volt, ahol a legénység az űrrepülőgép viselkedését vizsgálta a világűrben. Első alkalommal landolt űrsikló beton leszállópályán. Első űrszolgálata alatt összesen 7 napot, 1 órát és 9 percet töltött a világűrben. 112 alkalommal kerülte meg a Földet.
- STS–41–D, a Discovery űrrepülőgép első repülésének parancsnoka. A küldetés során a legénység útnak indított két kereskedelmi–, valamint egy katonai kommunikációs műholdat. Egy másik tudományos kísérlet során az űrsikló rakteréből többször kinyitottak és visszahúztak egy négy méter széles, 31 méter hosszú napelemet. Második űrszolgálata alatt összesen 6 napot, 00 órát és 57 percet töltött a világűrben.
- STS–61–A, a Challenger űrrepülőgép kilencedik repülésének parancsnoka. Az űrrepülőgép utolsó sikeres útja. Az első olyan Space Shuttle küldetés volt, melyet egy másik ország, Nyugat-Németország támogatott és irányított. Több mint 75 tudományos kísérletet végeztek.

Az űrrepülés rekordja: az első és egyetlen űrutazás, ahol a felszállás során a legénység nyolc tagú volt (a legénység általában hét tagú). Harmadik űrszolgálata alatt összesen 7 napot, 00 órát és 44 percet töltött a világűrben. 111 alkalommal kerülte meg a Földet.

### Tartalék személyzet
- STS–2, a Columbia űrrepülőgép 2. repülésének parancsnoka.
- STS–3, a Columbia űrrepülőgép 3. repülésének parancsnoka.